# マット・ウェスト
マシュー・ロバート・オニール・ウェスト（Matthew Robert O'Neil West, 1988年11月21日 - ）は、アメリカ合衆国テキサス州ヒューストン出身のプロ野球選手（投手）。右投右打。
オリックス・バファローズでの表記はマット・ウエスト。

## 経歴

### プロ入りとレンジャーズ時代
2007年のMLBドラフト2巡目（全体80位）でテキサス・レンジャーズから指名され、内野手として契約。傘下のルーキー級アリゾナリーグ・レンジャーズで29試合に出場し、打率.301、17打点、1盗塁の成績を残した。
2008年はA-級スポケーン・インディアンスで67試合に出場し、打率.258、4本塁打、30打点、1盗塁の成績を残した。
2009年はA級ヒッコリー・クロウダッズで135試合に出場し、打率.234、5本塁打、55打点、12盗塁の成績を残した。
2010年はA級ヒッコリーで115試合に出場し、打率.223、13本塁打、48打点、7盗塁の成績を残した。
2011年に右腕の強さを買われ、投手へ転向。A-級スポケーンで23試合に登板し、1勝2敗9セーブ、防御率3.12、35奪三振の成績を残した。9月にA+級マートルビーチ・ペリカンズへ昇格し、1試合に登板した。オフの11月18日にレンジャーズとメジャー契約を結び、40人枠入りを果たした。
2012年はA+級マートルビーチで17試合に登板し、0勝3敗、防御率6.64、14奪三振の成績を残した。8月22日にトミー・ジョン手術を行った。
2013年は前年の手術の影響で大半をリハビリに費やし、8月にルーキー級アリゾナリーグで復帰した。
2014年はAA級フリスコ・ラフライダーズで開幕を迎え、8試合に登板。2勝0敗3セーブ、防御率0.68、10奪三振と好投し、5月にAAA級ラウンドロック・エクスプレスへ昇格。AAA級ラウンドロックでは19試合に登板した。7月10日にメジャーへ昇格し、同日のロサンゼルス・エンゼルス・オブ・アナハイム戦でメジャーデビュー。10点ビハインドの6回表から登板し、2回を無安打無失点1奪三振に抑えた。この年は3試合に登板し、防御率6.75、3奪三振の成績を残した。
2015年1月5日にDFAとなった。

### プルージェイズ傘下時代
2015年1月14日にウェイバー公示を経てトロント・ブルージェイズへ移籍した。開幕は傘下のAA級ニューハンプシャー・フィッシャーキャッツで迎えた。5月2日にDFAとなった。

### ドジャース時代
2015年5月4日にウェイバー公示を経てロサンゼルス・ドジャースへ移籍し、同日中に傘下のAA級タルサ・ドリラーズへ異動した。メジャーでは6月に2試合登板し、7月11日にDFAとなった。15日にマイナー契約でAAA級オクラホマシティ・ドジャースに異動した。この年はプレーしたマイナー4球団合計で34試合に登板して2勝2敗1セーブ、防御率3.54、55奪三振の成績を残した。
2016年はAAA級オクラホマシティでプレーし、39試合に登板して3勝0敗6セーブ、防御率2.33、38奪三振の成績を残した。9月1日に自由契約となった。

### オリックス時代
2016年12月13日にオリックス・バファローズへの入団が発表された。背番号は29。
2017年は一軍での登板はわずか2試合の登板に終わった。オフの12月2日に自由契約となった。

### オリックス退団後
2018年1月24日にデトロイト・タイガースとマイナー契約を結んだが、開幕前にFAとなる。5月17日に独立リーグであるアトランティックリーグのシュガーランド・スキーターズと契約。この年は17試合に登板して、0勝0敗、防御率0.54の成績を残した。
2019年もシュガーランド・スキーターズと再契約。50試合に登板して2勝3敗4セーブ、防御率3.00の成績を残した。シーズン終了後に退団した。
2019年12月2日にメキシカンリーグのタバスコ・キャトルメンと契約したが、新型コロナウイルスの感染拡大によりメキシカンリーグの2020年シーズンが開催中止となったため、公式戦に出場することはなかった。タバスコ・キャトルメンとの契約は残したまま、7月に古巣のシュガーランド・スキーターズと契約してプレーした。
2021年4月21日にタバスコ・キャトルメンを自由契約となった。

## 詳細情報

### 年度別投手成績
| 年 度    | 球 団      | 登 板 | 先 発 | 完 投 | 完 封 | 無 四 球 | 勝 利 | 敗 戦 | セ 丨 ブ | ホ 丨 ル ド | 勝 率 | 打 者 | 投 球 回 | 被 安 打 | 被 本 塁 打 | 与 四 球 | 敬 遠 | 与 死 球 | 奪 三 振 | 暴 投 | ボ 丨 ク | 失 点 | 自 責 点 | 防 御 率 | W H I P |
| -------- | ---------- | ----- | ----- | ----- | ----- | -------- | ----- | ----- | -------- | ----------- | ----- | ----- | -------- | -------- | ----------- | -------- | ----- | -------- | -------- | ----- | -------- | ----- | -------- | -------- | ------- |
| 2014     | TEX        | 3     | 0     | 0     | 0     | 0        | 0     | 0     | 0        | 0           | ----  | 18    | 4.0      | 6        | 0           | 1        | 0     | 0        | 3        | 0     | 0        | 3     | 3        | 6.75     | 1.75    |
| 2015     | LAD        | 2     | 0     | 0     | 0     | 0        | 0     | 0     | 0        | 0           | ----  | 11    | 3.0      | 2        | 0           | 1        | 0     | 0        | 2        | 0     | 0        | 0     | 0        | 0.00     | 1.00    |
| 2017     | オリックス | 2     | 0     | 0     | 0     | 0        | 0     | 0     | 0        | 0           | ----  | 10    | 2.0      | 1        | 0           | 3        | 0     | 0        | 0        | 0     | 0        | 1     | 1        | 4.50     | 2.00    |
| MLB：2年 | MLB：2年   | 5     | 0     | 0     | 0     | 0        | 0     | 0     | 0        | 0           | ----  | 29    | 7.0      | 8        | 0           | 2        | 0     | 0        | 5        | 0     | 0        | 3     | 3        | 3.86     | 1.43    |
| NPB：1年 | NPB：1年   | 2     | 0     | 0     | 0     | 0        | 0     | 0     | 0        | 0           | ----  | 10    | 2.0      | 1        | 0           | 3        | 0     | 0        | 0        | 0     | 0        | 1     | 1        | 4.50     | 2.00    |

- 2017年度シーズン終了時

### 記録
NPB投手記録
- 初登板：2017年5月3日、対東北楽天ゴールデンイーグルス5回戦（Koboパーク宮城）、8回裏に2番手として救援登板・完了、1回無失点

### 背番号
- 63（2014年）
- 76（2015年）
- 29（2017年）